# Marikaisjärvi
Marikaisjärvi är en sjö i Finland. Den ligger i kommunen Pudasjärvi i landskapet Norra Österbotten, i den centrala delen av landet, 600 km norr om huvudstaden Helsingfors. Marikaisjärvi ligger 121,1 meter över havet. Den är 2,17 meter djup. Arean är 1,08 kvadratkilometer och strandlinjen är 5,9 kilometer lång. Sjön  ingår i Ijo älvs huvudavrinningsområde. 